# 永野雄大 (バスケットボール)
永野 雄大（ながの ゆうま、2001年10月23日 - ）は、日本のバスケットボール選手。
北海道出身。ポジションはポイントガード。B3リーグ・しながわシティ所属。

## 来歴
小学校では札幌二条シューティングに所属。
札幌市立啓明中学校ではJr.オールスターに出場。
市立船橋高校ではウインターカップに出場。
日本体育大学では、関東大学スプリングトーナメント2023で優勝した。同級生に小川麻斗（B1千葉J）がいる。
2024年に日本体育大学在学中に特別指定選手としてしながわシティに入団。現在はしながわシティに所属している。

## 個人成績
| シーズン   | チーム | GP | GS | MPG | FG%   | 3P%   | FT%    | RPG | APG | SPG | BPG | TO  | PPG |
| ---------- | ------ | -- | -- | --- | ----- | ----- | ------ | --- | --- | --- | --- | --- | --- |
| B3 2023-24 | 品川   | 16 | 0  | 7.8 | 31.8% | 26.3% | 100.0% | 0.5 | 1.1 | 0.3 | 0.1 | 0.8 | 2.3 |